# Hornické minimuzeum Abertamy
Hornické minimuzeum se nachází ve městě Abertamy, v místní části Hřebečná v Karlovarském kraji.

## Expozice
Minimuzeum se nachází v jednom z místních obytných domů v ulici Pohraničníků. Součástí expozice jsou hornické úbory a uniformy, nářadí, kahany, hornické lampy a k vidění jsou zde i minerály. Muzeum má otevřeno od středy do neděle a vstupné do muzea je dobrovolné.
Expozice není rozsáhlá, najednou ji může zhlédnout maximálně 5 osob. Před muzeem stojí ručně vyřezaná socha horníka v nadživotní velikosti, kterou vytvořil sochař Josef Beer.